# Europäische Gemeinschaft Historischer Schützen

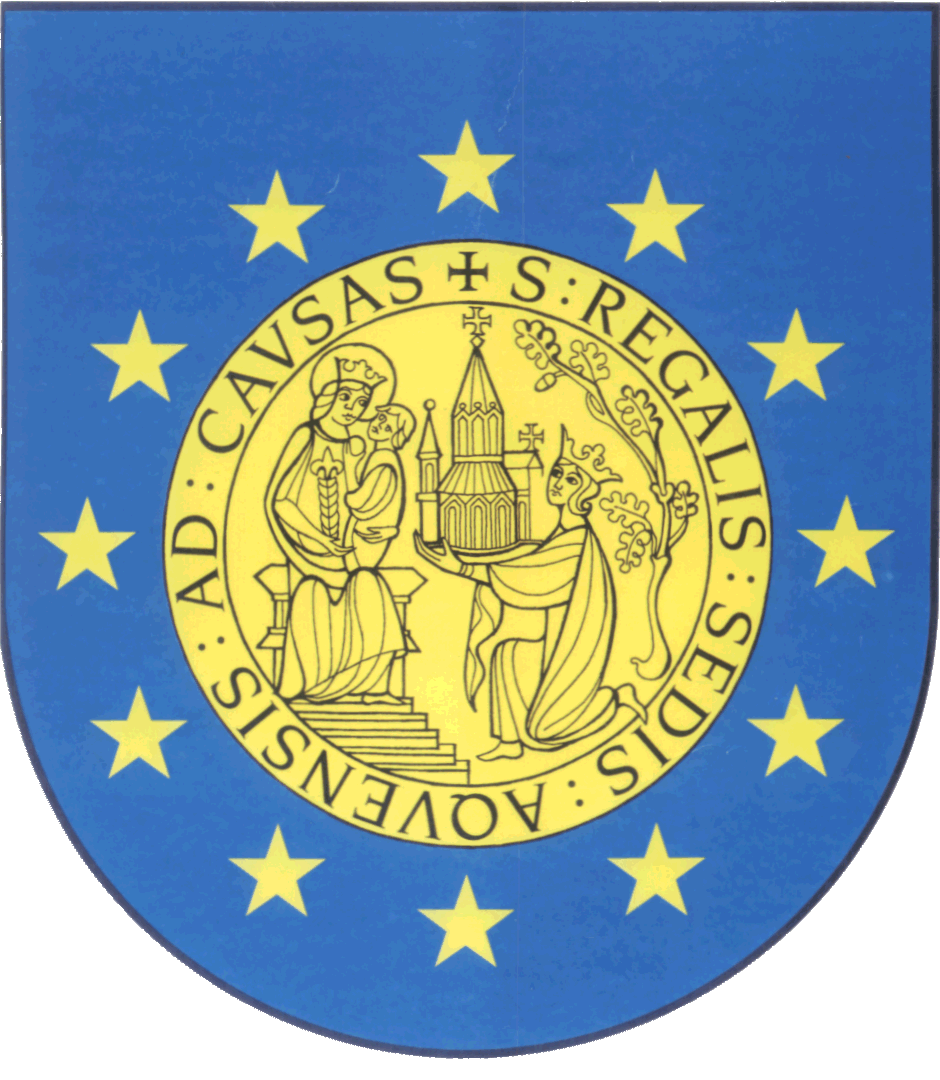
Wappen der EGS

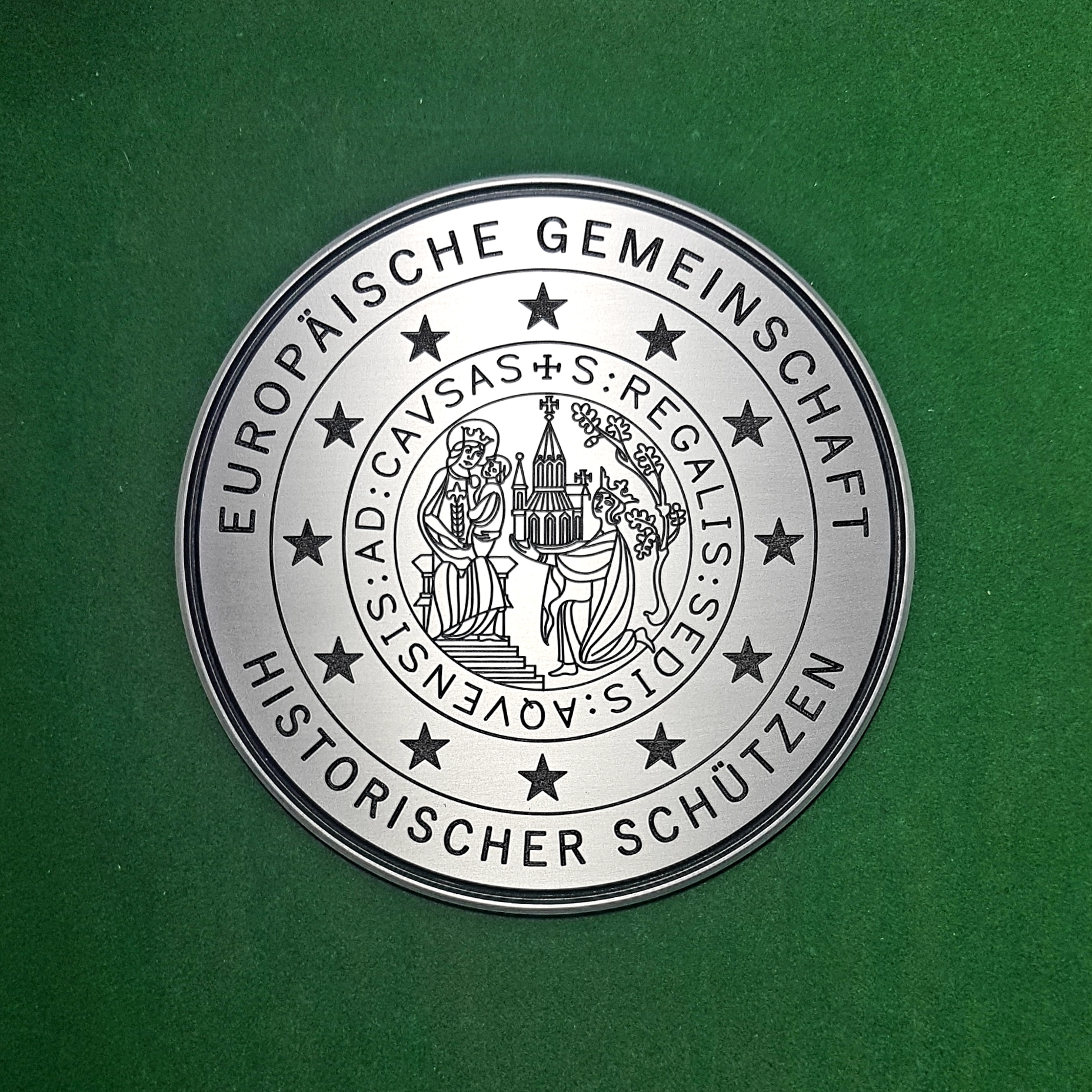
Gravurschild der Europäische Gemeinschaft Historischer Schützen

Die Europäische Gemeinschaft Historischer Schützen (englisch European Community of Historic Marksmen’s guilds, französisch Communauté Européenne Historiques des Gildes de Tir, niederländisch Europese Gemeenschap van historische Schuttersgilden) ist der Zusammenschluss nationaler Schützenverbände in Eindhoven. Er wurde 1955 von Vertretern aus den Niederlanden, Belgien und Deutschland gegründet. Insgesamt sind der Gemeinschaft 2702 Schützenbruderschaften mit insgesamt fast einer Million Mitgliedern angeschlossen.

## Geschichte
Das Gründungsjahr der Europäischen Gemeinschaft Historischer Schützen ist 1955, aus einer Arbeitsgemeinschaft historischer Schützen aus den Niederlanden, Belgien und Deutschland gründete sich die „Europäische Gemeinschaft Historischer Schützen“ (EGS). Bis 1975 schlossen sich weitere Schützenbruderschaften aus Schweden, Frankreich, Schweiz, Österreich, Liechtenstein, Italien, Polen, Tschechien und Kroatien an. Der Leitgedanke lautet: Pro Deo – Pro Europae Christianae unitate – Pro Vita (de: Für Gott – Für ein vereinigtes, christliches Europa – Für das Leben).
In (mehr oder weniger) regelmäßigen Abständen organisiert und feiert die Gemeinschaft das Europaschützenfest, bei dem auch jeweils ein Europaschützenkönig ausgeschossen wird:
- 1975 in Aachen, Deutschland
- 1977 in Nijmegen, Niederlande
- 1979 in Peer, Belgien
- 1981 in Koblenz, Deutschland
- 1982 in Eindhoven, Niederlande
- 1985 in Eupen, Belgien
- 1987 in Lippstadt, Deutschland
- 1989 in Valkenburg, Niederlande
- 1992 in Genk, Belgien
- 1994 in Medebach, Deutschland
- 1996 in Haaksbergen, Niederlande
- 1998 in Krakau, Polen
- 2000 in Garrel, Deutschland
- 2003 in Vöcklabruck, Österreich
- 2006 in Bernheze, Niederlande
- 2009 in Kinrooi, Belgien
- 2012 in Tuchola, Polen
- 2015 in Peine, Deutschland
- 2018 in Leudal, Niederlande
- 2022 in Deinze, Belgien
- 2024 in Mondsee,[2] Österreich

## Das Präsidium
Im Jahr 1994 verabschiedete die EGS eine neue Struktur und Satzung, hierdurch erhielt das geschäftsführende Präsidium eine ausgewogene und größere Kompetenz. Das Präsidium der EGS stellt auch das Ordenskapitel des Ritterordens vom Heiligen Sebastianus in Europa.
Das EGS-Präsidium besteht aus dem Schirmherrn Karl von Habsburg-Lothringen, dem Präsidenten Charles-Louis Prinz von Merode, den drei Vizepräsidenten aus Deutschland, den Niederlanden und Polen, dem Generalsekretär, dem Kassenführer, den Regionalpräsidenten und Regionalsekretären der Regionen 1–5, sowie einem Justiziar, Zeremonienmeister und Almosenier.

## Aufgaben und Zielsetzung
Die EGS ist das Stiftungsgremium des Ritterordens vom Heiligen Sebastianus in Europa, sie will das christliche Engagement der Schützen in Europa fördern und fordern. Seine Mitglieder verpflichten sich durch ihre Lebensführung Beispiel gebend zu sein. Sie setzen sich persönlich für Kirche und Gesellschaft ein. Die EGS will in einem vereinten Europa Traditionen, Sitten und Brauchtum bewahren und schützen. Jeder Mitgliedsverband soll seine Selbständigkeit und besonderen Charakter bewahren. Die EGS will christliches Gedankengut in Europa fördern und pflegen, dabei jedoch Toleranz gegenüber anders Denkenden üben. In Anerkennungen besonderer und hervorragender Leistungen verleiht die EGS Auszeichnungen, hierzu gehören die Verdienstkreuze in Bronze, Silber und Gold.

## Ritterorden vom Heiligen Sebastian in Europa

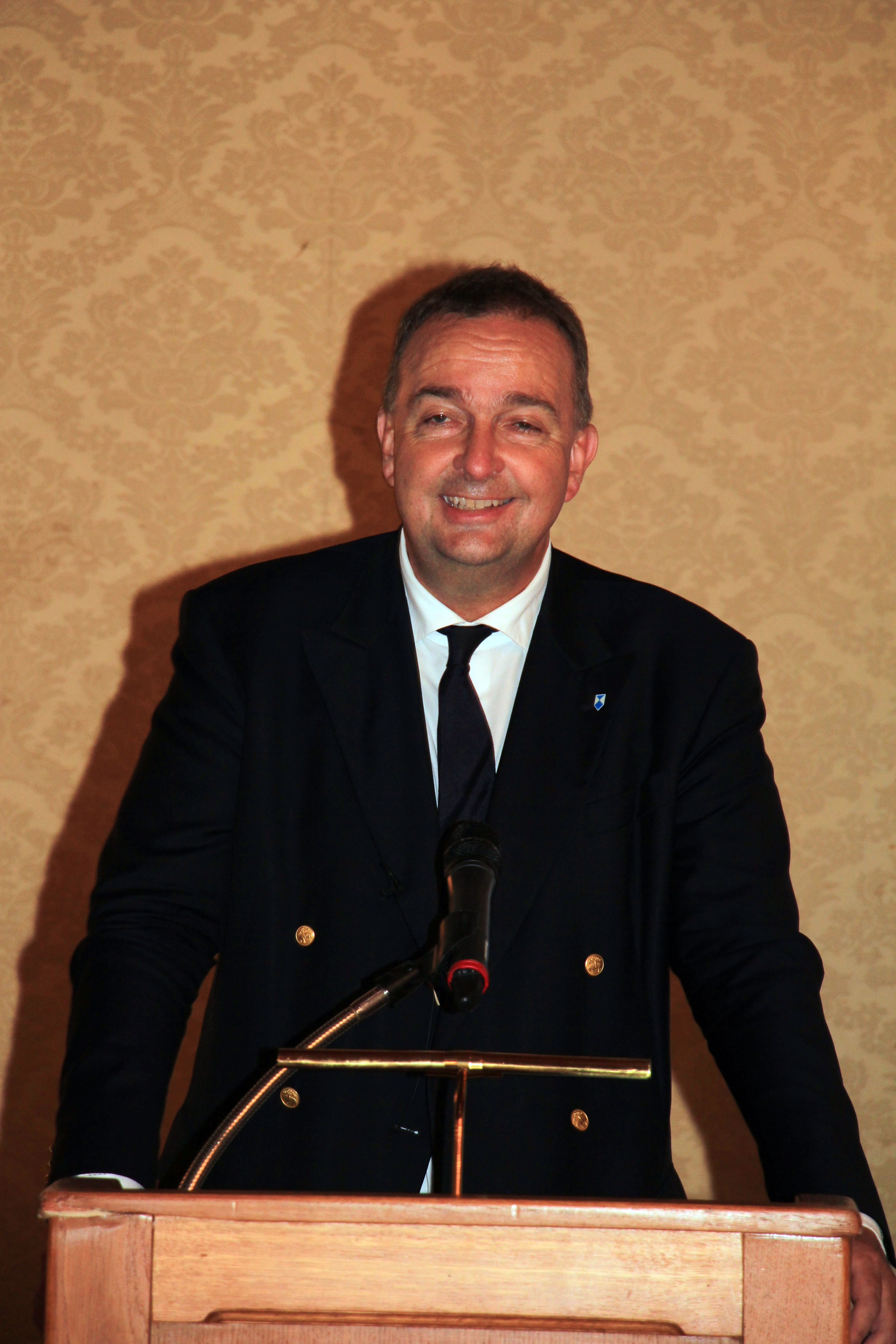
Großmeister Karl Habsburg-Lothringen

Der Ritterorden vom Heiligen Sebastian in Europa wurde 1985 gegründet und durch die Europäische Gemeinschaft Historischer Schützen (EGS) gestiftet. Als erster Großmeister konnte Otto von Habsburg gewonnen werden. Damit ist verbunden, dass der Großmeister immer vom Haus Habsburg-Lothringen gestellt wird. Der Bezug auf den hl. Sebastian verweist auf das Schutzpatronat des hl. Sebastian für die Schützenvereinigungen. Im August 2008 hat Otto Habsburg, im Alter von 95 Jahren, nach 23 Amtsjahren alle Ämter an seinen Sohn Karl Habsburg-Lothringen übergeben. Das Ordenskapitel wird derzeit vom EGS-Schirmherrn Karl Habsburg-Lothringen als Großmeister geleitet.
Prior des Ordens ist seit dem 31. August 2024 Prinz Albert-Henri de Merode.
Der Ritterorden ist eine Gemeinschaft, die unter dem Leitspruch „PRO DEO PRO EUROPAE CHRISTIANI UNITATE PRO VITA“ (deutsch: „Christen für Gott, für die Einheit Europas, für das Leben“) für die friedliche Entwicklung eines vereinten und christlichen Europas eintritt. Seine religiösen Ansätze begründetterorden in der jahrhundertealten Tradition des Schützenwesens in Europa, er bezieht sich auf die Wahrung und Weiterentwicklung der christlichen Tugenden und möchte das christliche Element des Schützenwesens wahren, stärken und prägen.